# Theorema egregium

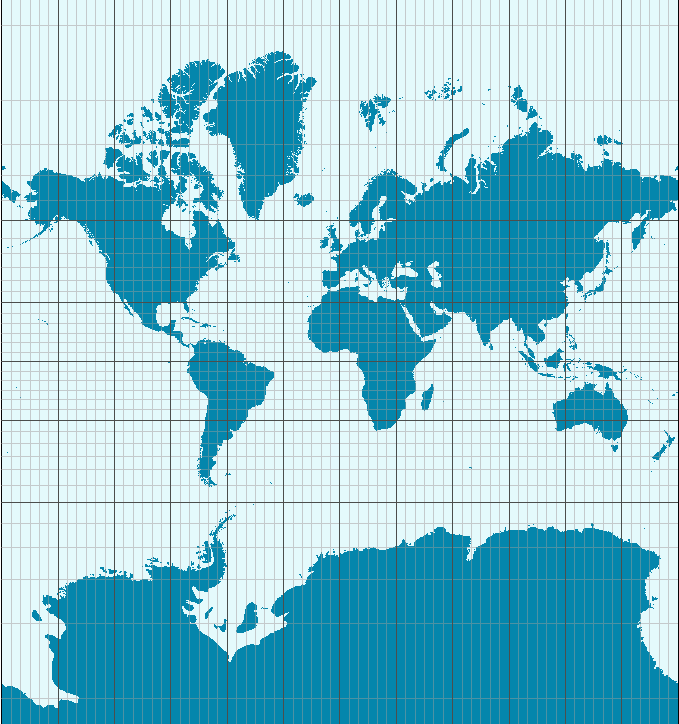
Una consecuencia del theorema egregium es que no puede existir un mapa a escala de la Tierra sin distorsión, al tener la superficie de la tierra y el plano diferentes curvaturas gaussianas. La proyección de Mercator, mostrada en la imagen, conserva los ángulos pero distorsiona las áreas, exagerando su tamaño en los polos norte y sur (Australia es mayor que Groenlandia aunque la proyección sugiere lo contrario).

El theorema egregium (en latín: 'teorema destacable') o teorema egregio es un resultado fundamental de la geometría diferencial demostrado por Carl Friedrich Gauss y que se refiere a la curvatura de las superficies. Informalmente, el teorema dice que la curvatura gaussiana de una superficie diferenciable puede determinarse por completo midiendo ángulos y distancias sobre la propia superficie, sin hacer referencia a la forma particular en que se curva dentro del espacio euclídeo tridimensional. Es decir, el concepto de curvatura es un invariante intrínseco de una superficie.
Gauss formuló el teorema (traducido del latín) como:

Por tanto de la fórmula precedente se sigue por sí mismo el destacable teorema siguiente: Si una superficie curva se desarrolla sobre cualquier otra superficie, la medida de la curvatura en cada punto permanece inalterada.

Gauss lo consideró "destacable" (egregium) porque la definición de curvatura gaussiana hace uso directo de la posición de la superficie en el espacio y por tanto es bastante sorprendente que el resultado no dependa de la manera en que la superficie está inmersa en {\displaystyle \mathbb {R} ^{3}}. En una formulación más actualizada el teorema se podría formular como:

La curvatura gaussiana de una superficie es invariante bajo isometrías locales

Un corolario es que sólo existe una isometría entre dos superficies si tienen la misma curvatura gaussiana.

## Aplicaciones elementales

Animación que muestra la deformación de una helicoide en una catenoide, en donde la curvatura gaussiana en puntos correspondientes es la misma.

- Una esfera de radio R tiene curvatura gaussiana que es igual a R−2, mientras que el plano tiene curvatura nula. Por tanto, como corolario del theorema egregium una hoja de papel no puede doblarse para formar una porción de la esfera sin arrugarse o rasgarse. Y recíprocamente, la superficie de la esfera no puede "desarrollarse" en una porción del plano sin distorsionar las distancias: matemáticamente hablando, no existe una isometría entre el plano y la esfera, ni siquiera localmente. Este hecho tiene una consecuencia importante para la cartografía: implica que no puede construirse un mapa de la Tierra, en que la escala sea perfectamente constante en cada punto del plano (las proyecciones usadas usualmente alteran la escala en diferentes puntos, produciéndose cierta distorsión).[1]
- La catenoide y el helicoide son dos superficies de aspecto muy diferente. Sin embargo, cada una puede ser continuamente deformada en la otra, puesto que ambas son localmente isométricas. Se sigue del theorema egregium que la curvatura gaussiana en puntos correspondientes de la catenoide y el helicoide es la misma.
- El cilindro o el cono son superficies curvas cuya curvatura gaussiana es nula y además son superficies desarrollables, por lo que pueden construirse a partir de un pedazo de cartón plano.